# Gledi Mici
Gledi Mici (Tirana, 6 febbraio 1991) è un calciatore albanese con cittadinanza kosovara, difensore del Tirana.

## Carriera

### Club
Il 4 gennaio 2015 viene acquistato a titolo definitivo dal Kukësi. Il 16 agosto 2016 viene acquistato a titolo definitivo dallo Skënderbeu per 30.000 euro e firma un contratto biennale con scadenza il 30 giugno 2018.
Il 20 luglio 2018 viene acquistato a titolo definitivo dalla squadra macedone dello Škendija, con cui firma un contratto biennale con scadenza il 30 giugno 2020.

### Nazionale
Ha giocato nelle nazionali giovanili albanesi Under-16 ed Under-17.
Nel 2021 viene convocato dalla nazionale kosovara per una serie di amichevoli, ma gli impegni europei con la squadra di club del Football Club Prishtina hanno convinto Bernard Challandes a liberare il giocatore dal ritiro.

## Statistiche

### Presenze e reti nei club
Statistiche aggiornate all'8 marzo 2020.
| Stagione                 | Squadra                  | Campionato               | Campionato | Campionato | Coppe nazionali | Coppe nazionali | Coppe nazionali | Coppe continentali | Coppe continentali | Coppe continentali | Altre coppe | Altre coppe | Altre coppe | Totale | Totale |
| Stagione                 | Squadra                  | Comp                     | Pres       | Reti       | Comp            | Pres            | Reti            | Comp               | Pres               | Reti               | Comp        | Pres        | Reti        | Pres   | Reti   |
| ------------------------ | ------------------------ | ------------------------ | ---------- | ---------- | --------------- | --------------- | --------------- | ------------------ | ------------------ | ------------------ | ----------- | ----------- | ----------- | ------ | ------ |
| 2008-2009                | Apolonia Fier            | KS                       | 0          | 0          | CA              | 0               | 0               | -                  | -                  | -                  | -           | -           | -           | 0      | 0      |
| 2009-2010                | Rápido Bouzas            | TD                       | 0          | 0          | -               | -               | -               | -                  | -                  | -                  | -           | -           | -           | 0+     | 0+     |
| 2010-2011                | Rápido Bouzas            | TD                       | 0          | 0          | -               | -               | -               | -                  | -                  | -                  | -           | -           | -           | 0+     | 0+     |
| Totale Rápido Bouzas     | Totale Rápido Bouzas     | Totale Rápido Bouzas     | 0          | 0          |                 | -               | -               |                    | -                  | -                  |             | -           | -           | 0+     | 0+     |
| 2011-2012                | Kamza                    | KS                       | 24+1       | 2+0        | CA              | 12              | 0               | -                  | -                  | -                  | -           | -           | -           | 37     | 2      |
| 2012-2013                | Flamurtari Valona        | KS                       | 23         | 0          | CA              | 7               | 0               | UEL                | 2                  | 0                  | -           | -           | -           | 32     | 0      |
| 2013-2014                | Flamurtari Valona        | KS                       | 27         | 1          | CA              | 5               | 0               | -                  | -                  | -                  | -           | -           | -           | 32     | 1      |
| 2014-gen. 2015           | Flamurtari Valona        | KS                       | 15         | 0          | CA              | 1               | 0               | UEL                | 4                  | 0                  | SA          | 1           | 0           | 21     | 0      |
| Totale Flamurtari Valona | Totale Flamurtari Valona | Totale Flamurtari Valona | 65         | 1          |                 | 13              | 0               |                    | 6                  | 0                  |             | 1           | 0           | 85     | 1      |
| gen.-giu. 2015           | Kukësi                   | KS                       | 11         | 0          | CA              | 5               | 0               | UEL                | -                  | -                  | -           | -           | -           | 16     | 0      |
| 2015-2016                | Kukësi                   | KS                       | 34         | 1          | CA              | 7               | 0               | UEL                | 6                  | 0                  | -           | -           | -           | 47     | 1      |
| lug.-ago. 2016           | Kukësi                   | KS                       | 0          | 0          | CA              | 0               | 0               | UEL                | 4                  | 0                  | SA          | -           | -           | 4      | 0      |
| Totale Kukësi            | Totale Kukësi            | Totale Kukësi            | 45         | 1          |                 | 12              | 0               |                    | 10                 | 0                  |             | 0           | 0           | 67     | 1      |
| 2016-2017                | Skënderbeu               | KS                       | 32         | 0          | CA              | 6               | 0               | -                  | -                  | -                  | SA          | 1           | 0           | 39     | 0      |
| 2017-2018                | Skënderbeu               | KS                       | 31         | 0          | CA              | 7               | 0               | UEL                | 14                 | 0                  | -           | -           | -           | 52     | 0      |
| Totale Skënderbeu        | Totale Skënderbeu        | Totale Skënderbeu        | 63         | 0          |                 | 13              | 0               |                    | 14                 | 0                  |             | 1           | 0           | 91     | 0      |
| 2018-2019                | Škendija                 | PL                       | 32         | 1          | CM              | 3               | 1               | UCL+UEL            | 2+2                | 0                  | -           | -           | -           | 39     | 2      |
| 2019-2020                | Škendija                 | PL                       | 20         | 1          | CM              | 1               | 0               | UCL+UEL            | 2+2                | 0                  | -           | -           | -           | 25     | 1      |
| Totale Škendija          | Totale Škendija          | Totale Škendija          | 52         | 2          |                 | 4               | 1               |                    | 8                  | 0                  |             | -           | -           | 64     | 3      |
| Totale carriera          | Totale carriera          | Totale carriera          | 249+1      | 6+0        |                 | 54              | 1               |                    | 38                 | 0                  |             | 2           | 0           | 344    | 7      |

## Palmarès

### Club

#### Competizioni nazionali
- Campionato albanese: 1

Skënderbeu: 2017-2018
- Campionato macedone: 1

Škendija: 2018-2019
- Campionato kosovaro: 1

Pristina: 2020-2021
- Coppa d'Albania: 3

Flamurtari Valona: 2013-2014
Kukësi: 2015-2016
Skënderbeu: 2017-2018